# Jacana à poitrine dorée
Actophilornis africanus
Espèce
Répartition géographique
Statut de conservation UICN

 LC  : Préoccupation mineure
Le Jacana à poitrine dorée ou Jacana d'Afrique est une espèce d'oiseaux de la famille des Jacanidae. C'est la plus grande des deux espèces de jacanas du genre Actophilornis.
L'espèce est considérée, en 2021, par l'UICN, comme de préoccupation mineure.

## Description
Oiseau d’une trentaine de cm de long au maximum pour une masse d'environ 135 g chez le mâle et  265 g chez la femelle. En effet, la femelle est plus grande que le mâle. Le bec ainsi que la plaque portée par le front sont d’un gris bleu pâle. Les zones nues de la tête sont de la même couleur. Les pattes sont de couleur bleu ardoise. L’iris est brun foncé. Le dessus et l’arrière de la tête sont noirs, couleur qui se poursuit jusqu’au haut du dos et un peu sur le haut de la poitrine. Ce même noir traverse les yeux et atteint presque le bec. Le cou et les joues sont blancs. La poitrine est jaune dorée à brune. Le reste de la teinte est brun assez homogène. Quatre œufs brillants, couleur ocre brun pâle, décoré de cercles plus foncés, sont pondus (+/- 3 x 2,3 cm). C’est une espèce grégaire qui reste souvent au même endroit, sauf lorsque la nourriture vient à manquer. D’ailleurs, cet oiseau se nourrit surtout de petits poissons et d’invertébrés aquatiques.
Le cri peut-être un krreeeekk vibrant ou encore un kouuh répété assez rapidement.

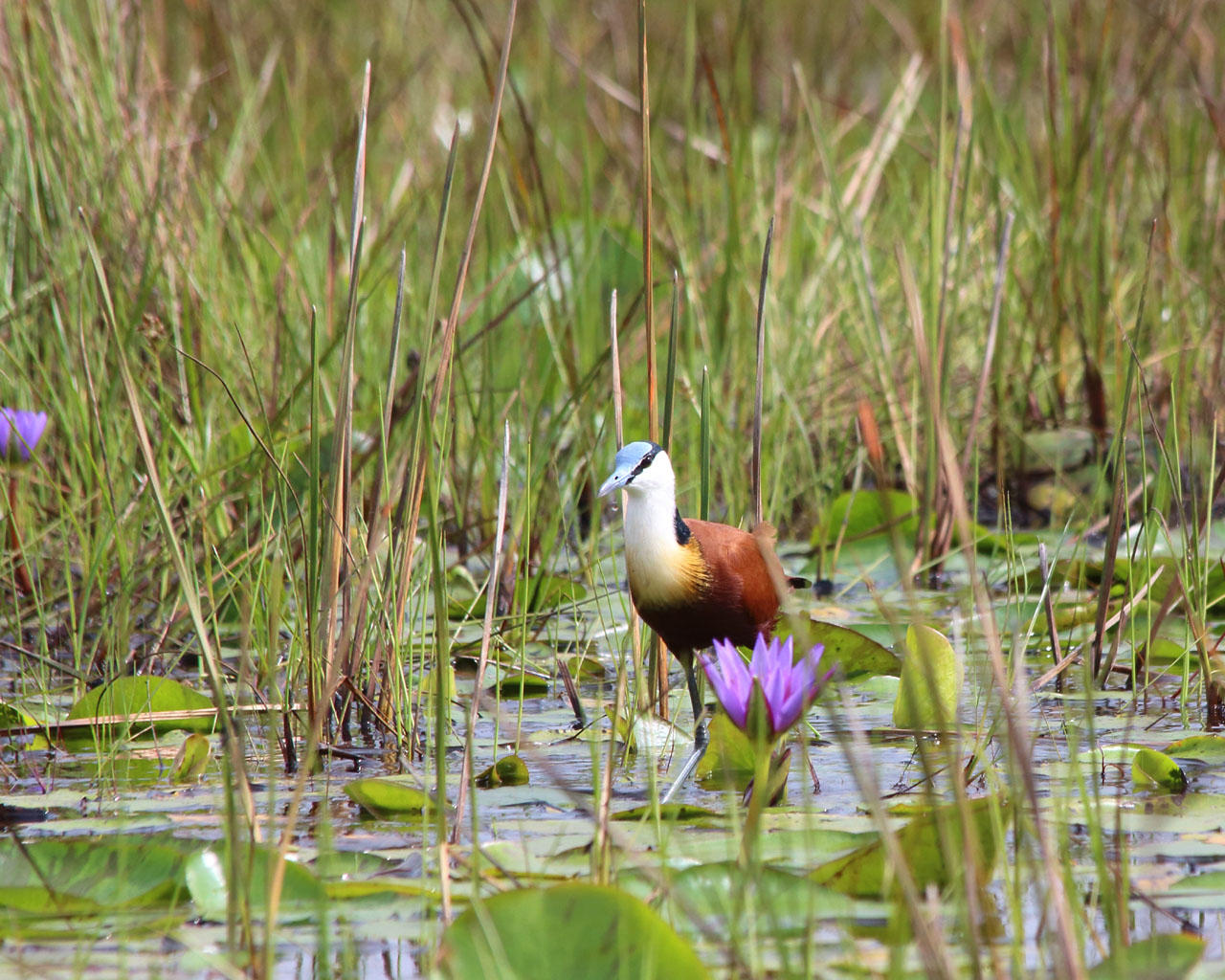
Jacana à poitrine dorée dans les marais de Mabamba, Ouganda

## Répartition et habitat
A. africanus se retrouve dans toute la région subsaharienne de l’Afrique,,. Il n’est par contre pas trouvé en forêt dense ininterrompue ou en zone désertique. En effet, c’est un oiseau d’eau : il est associé aux zones humides d'eaux douces ou saumâtres peu profondes où la végétation (nénuphars, jacinthes d'eau, etc.) émerge.

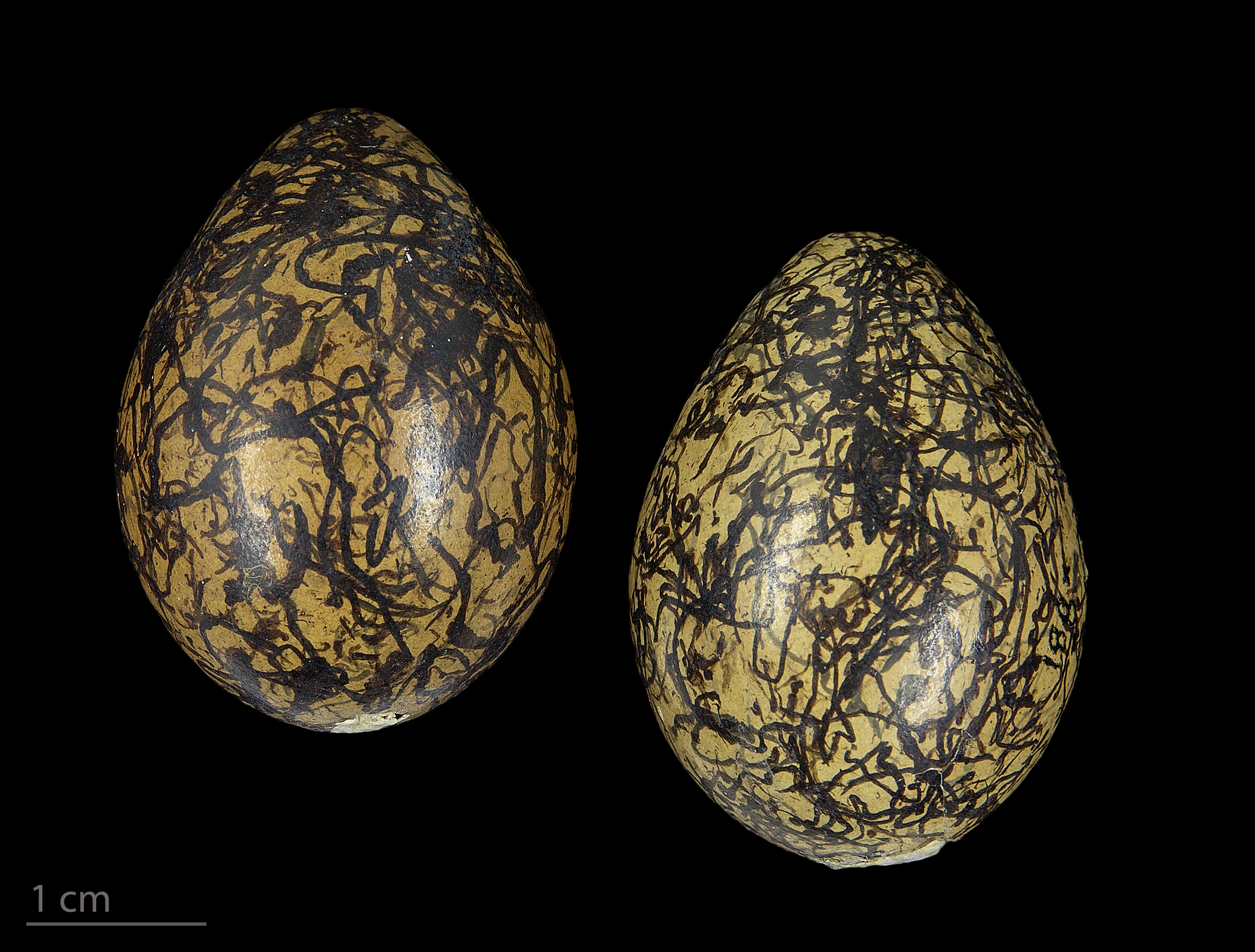
Œuf de Actophilornis africanus - Muséum de Toulouse